# Zentralstelle für wissenschaftlich-technische Untersuchungen
Die Zentralstelle für wissenschaftlich-technische Untersuchungen war eine industriefinanzierte Forschungseinrichtung mit Sitz in Neubabelsberg bei Berlin. Sie wurde im Mai 1898 gegründet und durch eine Reihe von Firmen der deutschen Waffen-, Munitions- und Sprengstoffindustrie finanziert. Direktor des Instituts, dessen Aktivitäten Anfang 1920 eingestellt wurden, war der Chemiker Wilhelm Will. Die Forschungsarbeiten umfassten vorrangig militärische Aspekte der Entwicklung und Herstellung von Sprengstoffen, darüber hinaus aber auch Themen aus dem Fahrzeugbau, der Metallurgie sowie der Sicherheit bei chemischen Produktionsprozessen, bei der zivilen Nutzung von Sprengstoffen und im Bergbau.

## Geschichte

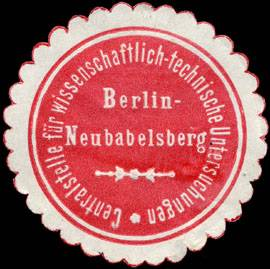
Siegelmarke der Zentralstelle

Die Gründung der Zentralstelle für wissenschaftlich-technische Untersuchungen erfolgte im Mai 1898 auf Anregung des Industriellen Max Duttenhofer. Zu den an der Finanzierung beteiligten Firmen der deutschen Munitions- und Sprengstoffindustrie zählten die Vereinigte Köln-Rottweiler Pulverfabriken AG, die Deutschen Waffen- und Munitionsfabriken, die Waffenfabrik Mauser in Oberndorf am Neckar, die Dynamit AG und die Deutsche Sprengstoff AG in Hamburg, die Rheinisch-Westfälische Sprengstoff AG in Köln, die Pulver- und Schießwollfabrik Wolff & Co. in Bomlitz, die Pulverfabrik Cramer & Buchholz in Rönsahl und Rübeland, die Rheinische Dynamitfabrik in Opladen, die Dresdner Dynamitfabrik und vorübergehend auch die Firma Friedrich Krupp. Das Grundkapital der Zentralstelle betrug 2,1 Millionen Reichsmark, die laufenden Ausgaben für die Arbeiten wurden durch die beteiligten Firmen getragen.
Als Gründungsdirektor der Zentralstelle, die als GmbH organisiert war, fungierte der Chemiker Wilhelm Will, der sie bis zu seinem Tod im Dezember 1919 leitete. Sie war angesiedelt auf einem Landgut bei Neubabelsberg, das durch die Pachtung von rund 30 Hektar umliegenden Landes ergänzt wurde. Auf einem etwa 70 Hektar umfassenden Gelände einer ehemaligen Pulverfabrik bei Königs Wusterhausen bestanden darüber hinaus Anlagen für Versuche im Produktionsmaßstab, Lager für Sprengstoffe sowie ein Schießplatz. Die Zahl der Mitarbeiter lag 1914 bei etwa 70, darunter zwölf Chemiker und Ingenieure. Hauptaufgabe des Instituts waren wissenschaftlich-technische Untersuchungen im Bereich der Waffen-, Munition-, Sprengstoff- und Pulverherstellung, die entsprechenden Aktivitäten ergaben sich dabei sowohl aus konkreten Aufträgen der beteiligten Unternehmen als auch aus eigener Initiative. Die für militärische und industrielle Zwecke nutzbaren Resultate der Aktivitäten der Zentralstelle unterlagen größtenteils der Geheimhaltung beziehungsweise dem Patentschutz.
Neben der militärisch ausgerichteten Forschung umfassten die Arbeiten auch Themen des Automobil-, Eisenbahn- und Luftschiffbaus, metallurgische Fragestellungen wie die Entwicklung verschiedener Legierungen sowie Sicherheitsaspekte bei der zivilen Nutzung von Sprengstoffen, bei der Herstellung und Lagerung von Zwischenprodukten der Farbenindustrie und von Feuerwerkskörpern sowie im Bergbau zur Vermeidung von Schlagwetterexplosionen. Die Veröffentlichung von Forschungsergebnissen erfolgte in den selbst herausgegebenen Mitteilungen aus der Zentralstelle für wissenschaftlich-technische Untersuchungen sowie in anderen chemischen, metallurgischen und technischen Fachzeitschriften wie der Zeitschrift für angewandte Chemie, den Berichten der Deutschen Chemischen Gesellschaft, der Zeitschrift für das gesamte Schieß- und Sprengstoffwesen, der Zeitschrift für das Berg-, Hütten- und Salinenwesen und der Zeitschrift des Vereins Deutscher Ingenieure.
Nach dem Ende des Ersten Weltkriegs wurden, bedingt durch die Bestimmungen des Friedensvertrages von Versailles und die daraus resultierenden Beschränkungen für die deutsche Rüstungsindustrie, die Arbeiten der Zentralstelle für wissenschaftlich-technische Untersuchungen eingestellt. Ihre Räumlichkeiten wurden Anfang 1920 an die Kaiser-Wilhelm-Gesellschaft zur Nutzung durch das neugegründete Kaiser-Wilhelm-Institut für Metallforschung verpachtet. Die Anlagen wurden zum Teil der Chemisch-Technischen Reichsanstalt zur Verfügung gestellt, die ebenfalls 1920 aus dem Militärversuchsamt entstanden war.